# Anna Mae Yu Lamentillo
Anna Mae Yu Lamentillo (ur. 7 lutego 1991 r.) – filipińska urzędniczka państwowa, badacz akademicki, felietonistka i autorka, która od listopada 2022 r. pełni funkcję podsekretarza ds. spraw publicznych i stosunków zagranicznych w Departamencie Technologii Informacyjnej i Komunikacji. Wcześniej pełniła funkcję zastępcy sekretarza ds. spraw publicznych w tym samym departamencie.
Lamentillo była przewodniczącą Komitetu ‘Build, Build, Build’ Departamentu Robót Publicznych i Dróg (DPWH) oraz przewodniczącą Komitetu Komunikacji Klastra Infrastruktury od 19 grudnia 2016 do 8 października 2021.
W latach 2013–2015, zanim została urzędnikiem państwowym, pracowała jako konsultant ds. komunikacji Program Narodów Zjednoczonych ds. Rozwoju (UNDP) i Organizacja Narodów Zjednoczonych do spraw Wyżywienia i Rolnictwa (FAO) w ramach Programu Reagowania na Tajfun Haiyan oraz Programu Rehabilitacji.
Lamentillo posiada licencjat z komunikacji rozwojowej uzyskany na Uniwersytet Filipiński Los Banos, gdzie ukończyła studia cum laude oraz z wyróżnieniem, a także Medal Wydziału za Doskonałość Akademicką, za uzyskanie najwyższego ogólnego średniego ważonego na kierunku dziennikarstwo w swoim roczniku. Posiada stopień Juris Doctor uzyskany na Uniwersytet Filipiński Diliman (UPD).
Między studiami prawniczymi a pracą w DPWH ukończyła studia podyplomowe z zakresu Rozwoju Gospodarczego na Uniwersytet Harvarda w 2018 roku. Obecnie uczęszcza na studia podyplomowe Executive MsC w programie Miast na London School of Economics.
Jest oficerem Filipińskiego Korpusu Ochrony Wybrzeża (PCGA) w stopniu Komodora (generał brygady), rezerwistą w Filipińskich Siłach Rezerwowych Armii z rangą pierwszego porucznika, oraz absolwentem Klasy 2006 Akademii Narodowej Policji Filipińskiej (PNPA) „Bagsay Lahi”. Po ukończeniu w 2023 roku szkolenia Executive VIP Protection (VIPPET), jest również członkiem Grupy Ochrony Prezydenckiej (PSG).
Utrzymuje cotygodniową rubrykę w sekcji Opinie i komentarze w Manila Bulletin oraz Balita
.
10 grudnia 2021 r. Lamentillo opublikowała swoją pierwszą książkę zatytułowaną „Night Owl: Podręcznik budowniczego narodu”. Tytuł książki jest taki sam jak tytuł jej kolumny w Manila Bulletin. Książka analizuje program “Build, Build, Build” oraz realizację znaczących projektów infrastrukturalnych w 18 regionach Filipin.

## Wczesne lata i edukacja
Lamentillo urodziła się 7 lutego 1991 roku w rodzinie Ilonggo – Manuel Lamentillo i Elnora Yu. Była liderką studencką podczas studiów na Uniwersytet Filipiński. Wchodziła w skład rady studenckiej uniwersytetu, gdzie wspierała organizacje kulturalne i artystyczne oraz prowadziła działalność na rzecz ochrony środowiska i popkultury.
W 2012 roku została wyróżniona jako jedna z Wybitnych Studentów Filipin (TOSP) – Calabarzon za zaangażowanie na rzecz szkół i społeczności, pomimo zaangażowania na studiach wyższych.
W 2012 roku ukończyła UP z wyróżnieniem naukowym oraz otrzymała Medal Wydziału za doskonałość akademicką za uzyskanie najwyższej średniej ważonej wśród absolwentów Dziennikarstwa Rozwoju na jej roku. Podjęła studia prawnicze jako osoba pracująca i w 2020 roku uzyskała stopień Juris Doctor na Wydziale Prawa UP Diliman.
Między studiami prawniczymi a pracą w DPWH ukończyła studia podyplomowe z zakresu Rozwoju Gospodarczego na Uniwersytet Harvarda w 2018 roku. Obecnie uczęszcza na studia podyplomowe Executive MsC w programie Miast na London School of Economics.

## Wczesna kariera
Lamentillo wyróżniała się na tle rówieśników. Rozpoczęła pracę jako reporterka w wieku 18 lat, gdy nadal była na studiach licencjackich. Jako członek zespołu GMA News and Public Affairs, została przydzielona do relacjonowania wydarzeń na terenie całego regionu IV-Laguna.
W 2012 roku dołączyła do personelu Senatu senator Loren Legarda jako pracownik legislacyjny i ds. komunikacji, zanim dostała szansę pracy w systemie Narodów Zjednoczonych poprzez UNDP i FAO.
Dołączyła do UNDP i FAO podczas realizacji programu reagowania na kryzys i rehabilitacji związanej z tajfunem Haiyan. Pogłębiała swoje zrozumienie trudności, z jakimi borykają się społeczności objęte pomocą Organizacji Narodów Zjednoczonych oraz jak pomoc Agencji przyczyniła się do ich powrotu do normalności. Lamentillo udokumentowała historie ocalałych z tajfunu Haiyan, takie jak historia Margarette Sosing, której miłość do piłki nożnej dała siłę stanięcia na własne nogi, oraz historię Trinidad Bato-balono, która pomogła odbudować dom swojej rodziny i miasteczko Santa Fe, dzięki programowi „Gotówka za Pracę” UNDP.
W 2015 roku przyjęła propozycję dołączenia do zespołu ówczesnego przedstawiciela Las Piñas, Mark Villar, w Izbie Reprezentantów jako szefowa ds. legislacyjnych i komunikacji. Dołączyła również do zespołu Villara, gdy został mianowany sekretarzem DPWH.

## Kariera zawodowa
Lamentillo pełniła funkcję przewodniczącej Komitetu “Build, Build, Build” w Departamencie Robót Publicznych i Autostrad.
Nadzorowała wprowadzone przez sekretarza reformy, w tym mające na celu rozwiązanie problemów związanych z tzw. „projektami widmo”, opóźnieniami w ich realizacji oraz kwestiami związanymi z uzyskiwaniem prawa do korzystania z gruntów. Wśród nich znalazły się: wprowadzenie technologii dronów i satelitów do monitorowania projektów DPWH w celu eliminacji „projektów widmo” poprzez system geotagowania, a także aplikacja Infra-Track, która umożliwia umieszczanie zdjęć w systemie do monitorowania w dokładnych współrzędnych geograficznych, w których zostały wykonane.
DPWH ukończyło łącznie 29 264 kilometrów dróg, 5950 mostów, 11 340 projektów kontroli powodzi, 222 ośrodków ewakuacyjnych, 150 149 sal lekcyjnych, 133 projektów Tatag ng Imprastraktura Para sa Kapayapaan at Seguridad (TIKAS), oraz 739 obiektów związanych z COVID-19 w ramach programu “Build, Build, Build” podczas kadencji Prezydenta Duterte, między 2016 a 2021 rokiem. Lamentillo przypisuje sukces 6,5 milionom Filipińczyków – robotnikom budowlanym, inżynierom, architektom i pracownikom rządowym, którzy pracowali nad tymi projektami.
W sierpniu 2022 roku została przyjęta do administracji prezydenta Ferdinand R. Marcos Jr. na stanowisko wiceministra w Departamencie Technologii Informacyjnej i Komunikacji (DICT). Dwa miesiące później została awansowana na stanowisko podsekretarza w tym departamencie.
Była odpowiedzialna za strategiczną komunikację i medialną Departamentu, stosunki międzynarodowe i sprawy legislacyjne. Jest odpowiedzialna za partnerstwo publiczno-prywatne oraz projekty wspierane przez zagraniczne instytucje, pełni również funkcję rzecznika prasowego Departamentu oraz osobę kontaktową w sprawie dyrektyw prezydenckich i gabinetowych.
W celu zacieśnienia współpracy cyfrowej z innymi państwami, Lamentillo spotkała się z ambasadorami i dostojnikami z Singapuru, Japonii, Chin oraz Stanów Zjednoczonych, a także z przedstawicielami Hiszpanii, Wielkiej Brytanii, Danii, Irlandii, Belgii, Malezji i innych krajów.
W lutym 2023 roku Filipiny objęły rolę przewodniczącego na spotkaniu Senior Officials Meeting (ADGSOM) i spotkaniu ministrów ds. cyfrowych (ADGMIN) Stowarzyszenia Narodów Azji Południowo-Wschodniej (ASEAN), w związku z tym DICT było gospodarzem Trzeciego ADGSOM i ADGMIN, które odbyły się na wyspie Boracay, a Lamentillo pełniła funkcję Szefa Delegacji (HOD) dla Filipin.
W marcu 2023 roku była jedną z kobiecych liderów rządowych, którzy reprezentowali Filipiny na 67. Sesji Komisji ds. Statusu Kobiet (CSW67) w siedzibie Organizacja Narodów Zjednoczonych w Nowym Jorku, USA. Dążyła do włączenia cyfrowego i równości płci, uczestnicząc w dyskusjach z innymi państwami członkowskimi ONZ i innymi partnerami rozwojowymi. Przedstawiła wysiłki rządu filipińskiego, w szczególności DICT, w zamykaniu cyfrowej przepaści płci.
Komunikacja jest kluczowym elementem kariery Lamentillo nawet jako urzędnika państwowego. Pełniła funkcję rzecznika dwóch krajowych agencji – Departamentu Robót Publicznych i Dróg oraz Departamentu Technologii Informacyjnej i Komunikacyjnej.
Zajęła pierwsze miejsce w dwóch kolejnych badaniach agencji rządowych przeprowadzonych przez RP Mission and Development Foundation Inc. (RPMD), gdy była rzecznikiem prasowym DICT. Otrzymała 88% ocenę za swoją pracę w badaniu RPMD przeprowadzonym w dniach 27 listopada – 2 grudnia 2022 r. oraz 89% w badaniu przeprowadzonym w dniach 25 lutego – 8 marca 2023 r.

## Opublikowane prace

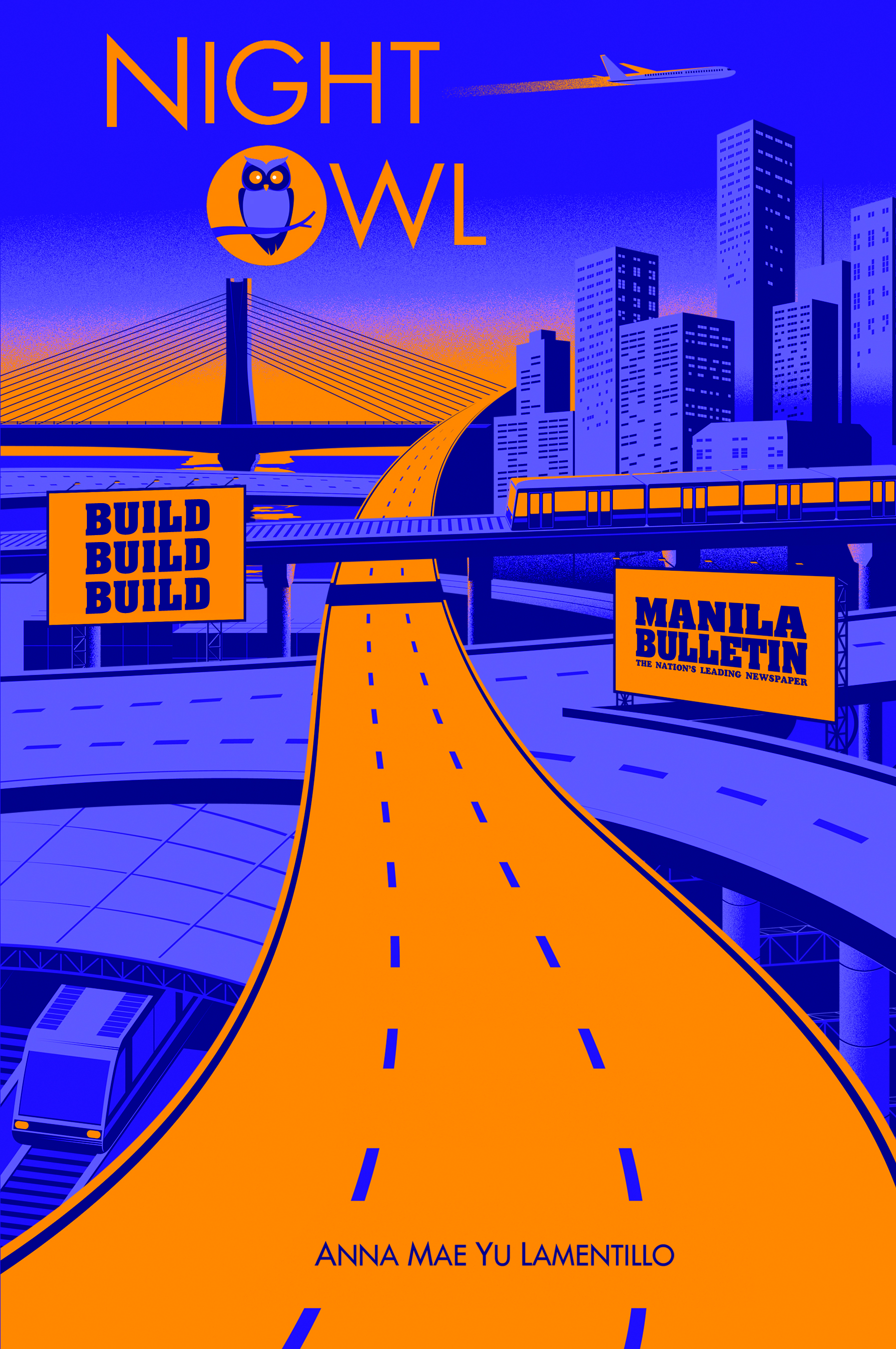
Night Owl: A Nationbuilder's Manual

Od 2015 roku Lamentillo prowadzi rubrykę w sekcji opinii i redakcji Manila Bulletin, w której omawia bieżące problemy, prezentuje dogłębną analizę różnorodnych kwestii politycznych i społeczno-ekonomicznych o zasięgu krajowym i globalnym oraz przedstawia osobowości, których historie mogą zainspirować innych. Jest także felietonistką w Balita, People Asia i magazynie Esquire.
10 grudnia 2021 roku Lamentillo wydała swą pierwszą książkę zatytułowaną „Night Owl: Podręcznik Budowniczego Narodu”, którą nazwała tak samo jak swój felieton w Manila Bulletin.
Książka zagłębia się w program Build, Build, Build oraz w realizację znaczących projektów infrastrukturalnych w 18 regionach Filipin. Podaje szczegóły głównych projektów infrastrukturalnych, w tym autostrady Skyway, łącznika NLEX, metra w Metro Manila, mostu łączącego Bataan z Cavite we wszystkich 18 regionach kraju.
W książce przedstawia kluczowe informacje na temat Programu Infrastrukturalnego Filipin, oferując nieocenione spojrzenie na Program Udrożnienia EDSA, Projekt Autostrady Luzon, Masterplan Budowy Mostów, Sieci Logistycznej Metro Manila oraz Sieci Rozwoju Dróg w Mindanao.
Druga edycja książki zawiera nowy rozdział poświęcony inicjatywie Build Better More w nowych realiach administracji Ferdinand Marcos Jr.
Książka została oficjalnie wydana w 2023 roku w obecności dwóch byłych prezydentów, Rodrigo Duterte i Glorii Macapagal-Arroyo. Od tego czasu została przetłumaczona na język tagalski, bisaya, ilokano i hiligaynon.
| Język   | Tytuł     | Autor                  | Redaktor     | Tłumacz                               | Wydawca         | Data publikacji   | Druk | eBook                                                                              |
| ------- | --------- | ---------------------- | ------------ | ------------------------------------- | --------------- | ----------------- | --- | ---------------------------------------------------------------------------------- |
| English | Night Owl | Anna Mae Yu Lamentillo | AA Patawaran | NA                                    | Manila Bulletin | 10 grudnia 2021   | - ISBN 978-971-94880-8-8 (hardcover) - ISBN 978-621-96635-8-8 (hardcover)(second edition) - ISBN 978-621-8392-03-8 (paperback) | - ISBN 978-621-8392-04-5 (pdf downloadable) - ISBN 978-621-8392-02-1 (mobi/kindle) |
| Tagalog | Night Owl | Anna Mae Yu Lamentillo | AA Patawaran | Richard De Leon                       | Manila Bulletin | 17 listopada 2020 | - ISBN 978-621-96635-7-1 (hardcover) - ISBN 978-621-96635-9-5 (paperback)                                                      | - ISBN 978-621-8392-06-9 (pdf downloadable) - ISBN 978-621-8392-05-2 (mobi/kindle) |
| Ilokano | Night Owl | Anna Mae Yu Lamentillo | AA Patawaran | Cles B. Rambaud and Juan Al. Asuncion | Manila Bulletin | 18 września 2023  | - ISBN 978-621-8392-00-7 (hardcover) - ISBN 978-621-8392-01-4 (paperback)                                                      | - ISBN 978-621-8392-08-3 (pdf downloadable) - ISBN 978-621-8392-07-6 (mobi/kindle) |
| Bisaya  | Night Owl | Anna Mae Yu Lamentillo | AA Patawaran | Richel G. Dorotan                     | Manila Bulletin | 18 września 2023  | - ISBN 978-621-8392-09-0 (hardcover) - ISBN 978-621-8392-11-3 (paperback)                                                      | - ISBN 978-621-8392-12-0 (pdf downloadable) - ISBN 978-621-8392-10-6 (mobi/kindle) |